# Natalija Šachovskaja
Natalija Nikolaevna Šachovskaja (in russo Наталия Николaевна Шаховскaя?, Natalia Nikolayevna Shakhovskaya; Mosca, 27 settembre 1935 – Mosca, 20 maggio 2017) è stata una violoncellista russa.

## Biografia
Studiò violoncello presso la Scuola Gnessin di Musica e poi al Conservatorio di Mosca sotto la guida di S. Kosolupov. Ha finito la sua formazione in quel centro, con Mstislav Rostropovich.
Vincitrice dei più importanti concorsi di violoncello in Russia e all'estero - ha vinto il Primo Premio e la medaglia d'oro al Concorso Tchaikovsky - Natalia Shakhovskaya ha portato avanti una carriera attiva come solista in recital e con le migliori orchestre e direttori di tutto il mondo.
Ha insegnato al Conservatorio di Mosca (come Responsabile della Cattedra di violoncello e direttore del Dipartimento di contrabbasso) dal 1974 al 1995, dopo che Rostropovich aveva abbandonato il posto alla sua partenza dalla Russia.
Più di quaranta dei suoi studenti hanno vinto concorsi internazionali. Shakhovskaya ha tenuto corsi di perfezionamento in tutto il mondo ed è stata membro di giuria in concorsi internazionali e docente principale presso la Escuela Superior de Música Reina Sofía (Queen Sofía College of Music) di Madrid.